# کازانووا ۷۳۲۸
سیارک ۷۳۲۸ (به انگلیسی: 7328 Casanova، نامگذاری:1984SC1) هفت هزار و سیصد و بیست و هشتمین سیارک کشف شده‌است که در ۲۰ سپتامبر ۱۹۸۴ کشف شد.
قدر مطلق سیارک برابر ۱۳٫۷۰ است.